# Damián Tello
Damián Ezequiel Tello Cabrera (Mendoza, Argentina; 23 de septiembre de 1995) es un futbolista argentino. Juega como arquero y su equipo actual es Talleres de Remedios de Escalada que disputa la Primera Nacional de Argentina.
Es hermano mayor del también futbolista y arquero Alejo Tello.

## Trayectoria
Realizó divisiones inferiores tanto en el Club Leonardo Murialdo como en Gimnasia y Esgrima de Mendoza (donde llegó a ser suplente de Matías Alasia y Tomás Marchiori). Luego emigró al exterior donde jugó en equipos de Colombia y Venezuela, para más tarde regresar a Argentina y jugar en varios clubes del ascenso de Buenos Aires, entre otros.

## Clubes
| Club                | País      | Año       |
| ------------------- | --------- | --------- |
| Gimnasia de Mendoza | Argentina | 2013-2014 |
| Real Cartagena      | Colombia  | 2015      |
| Deportivo Maipú     | Argentina | 2017-2019 |
| Defensores Unidos   | Argentina | 2019-2020 |
| Atlanta             | Argentina | 2021      |
| Chacarita Juniors   | Argentina | 2022      |
| Alvarado            | Argentina | 2022      |
| Talleres (RdE)      | Argentina | 2023-Act. |

## Palmarés

### Títulos nacionales
| Título             | Club                   | País      | Año     |
| ------------------ | ---------------------- | --------- | ------- |
| Torneo Argentino B | Gimnasia y Esgrima (M) | Argentina | 2013-14 |
| Primera B          | Talleres (RdE)         | Argentina | 2023    |

#### Otros logros
- Ascenso a la Primera B Nacional con Gimnasia de Mendoza en la temporada 2014.